# Schillingstraße (metrostation)
Schillingstraße is een station van de metro van Berlijn, gelegen onder de Karl-Marx-Allee in het oosten van Berlin-Mitte, niet ver van de Alexanderplatz. Het metrostation werd geopend op 21 december 1930 aan het eerste deel van lijn E. Tegenwoordig draagt deze lijn het nummer U5. Tijdens de deling van de stad lag station Schillingstraße in Oost-Berlijn.
Schillingstraße kreeg zoals alle stations op lijn E een standaardontwerp van de hand van Alfred Grenander, indertijd huisarchitect van de Berlijnse metro. Om de sterk op elkaar gelijkende stations van elkaar te onderscheiden maakte Grenander gebruik van de zogenaamde kenkleur, die toegepast werd op vaste elementen als de wandbetegeling en de stalen steunpilaren. De toewijzing van de kenkleur volgde een zich herhalend patroon: roze, lichtgrijs, geel, blauwgroen, lichtgroen. Station Schillingstraße werd uitgevoerd in de kleur roze. De perronhal is ongeveer anderhalve verdieping hoog, zodat men perron en sporen vanaf de tussenverdieping kan overzien.
Tussen 1959 en 1960 was het metrostation gesloten in verband met de heraanleg van de Stalinallee, zoals de vroegere Frankfurter Allee en de huidige Karl-Marx-Allee toen heette. De nieuwe pronkboulevard werd verbreed en de westelijke ingang van station Schillingstraße moest wijken. Aan de oostzijde verving men de tussenverdieping door een lange voetgangerstunnel en werd een van de toegangen geïntegreerd in een gebouw op de hoek Stalinallee/Schillingstraße. Ook het interieur van het station veranderde: de oorspronkelijke roze wandbetegeling werd vervangen door verticaal geplaatste lichtgroene tegels, afgewisseld met witte lijnen. De pilaren werden donkergroen.
Deze situatie bleef bestaan tot eind 2003, toen men de oudste stations van de U5 in een nieuw jasje stak. De wandbetegeling moest wijken voor een vandalismebestendige bekleding van geëmailleerde metaalplaten, waarbij werd teruggegrepen op het principe van de kenkleur. Station Schillingstraße kreeg lichtroze wanden, met een brede rode band waarin de stationsnaam geschreven is, en rode pilaren. Daarnaast werd de verlichting verbeterd, werd er een nieuwe vloer gelegd en kwam er nieuw perronmeubilair. Tegelijkertijd plaatste men op het perron van station Schillingstraße een groep houten beelden. Het werk met de naam Reisende aus einer anderen Zeit ("reizigers uit een andere tijd") werd gemaakt door jongeren in het kader van een kunstproject van de jeugdgevangenis in Oranienburg (stad). In de oostelijke voetgangerstunnel verschenen afbeeldingen die de geschiedenis van het station en zijn omgeving uitbeelden. De uitgang aan de westzijde van het station werd heropend, zij het slechts aan één kant van de straat.
Het station is momenteel alleen te bereiken via trappen, maar uiteindelijk moeten alle Berlijnse metrostations van een lift voorzien zijn. De termijn waarbinnen men in station Schillingstraße een lift zal inbouwen is nog open.

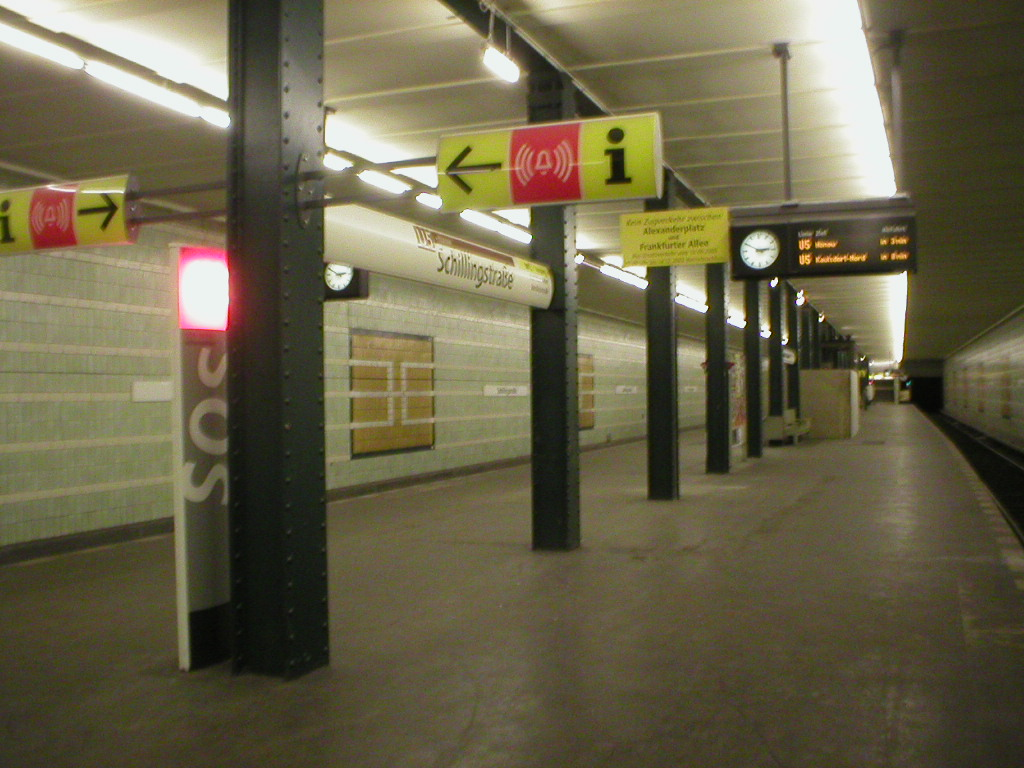
Perronhal in 2003, voor de modernisering